# Acanthorhina jaekeli
L'acantorina (Acanthorhina jaekeli) è un pesce cartilagineo estinto, appartenente ai chimeriformi. Visse nel Giurassico inferiore (Toarciano, circa 183 - 182 milioni di anni fa) e i suoi resti fossili sono stati ritrovati in Germania.

## Descrizione
Questo pesce poteva oltrepassare il metro di lunghezza, ed era dotato di un corpo allungato e affusolato. La testa si assottigliava anteriormente fino a terminare in un muso appuntito, formato da una cartilagine rostrale acuminata. I maschi di Acanthorhina erano dotati di una piccola spina sulla fronte. La prima pinna dorsale era sostenuta da una grande e robusta spina allungata, posta appena dietro la testa. La dentatura era costituita da un paio di piastre dentarie ondulate e piatte nella mascella superiore, e da tre paia di strutture simili nella mandibola. Le pinne pettorali erano molto ampie.

## Classificazione
Acanthorhina è considerato un membro dei miriacantidi, un gruppo di pesci chimeriformi tipici del Triassico e del Giurassico europei. Acanthorhina jaekeli venne descritto per la prima volta da Eberhart Fraas nel 1910, sulla base di resti fossili ben conservati provenienti dai famosi scisti di Holzmaden, in Germania meridionale. 

## Paleoecologia
Probabilmente Acanthorhina aveva uno stile di vita simile a quello delle attuali chimere; forse viveva nei pressi del fondale marino e si cibava di animali dotati di un guscio duro, che veniva frantumato dalla peculiare dentatura.